# Muricopsis (Muricopsis) cristata
Muricopsis (Muricopsis) cristata is een slakkensoort uit de familie van de Muricidae. De wetenschappelijke naam van de soort is voor het eerst geldig gepubliceerd in 1814 door Brocchi.